# Elizabeth Anionwu
Dame Elizabeth Nneka Anionwu (Birmingham, 2 de juliol de 1947) és una infermera britànica, administradora, sanitària, i professora emèrita d'infermeria a la University of West London.
Al 1979, Anionwu es va convertir en la primera especialista en infermeria de l'anèmia falciforme i talassèmia del Regne Unit, ajudant a establir el centre d'assessorament de cèl·lules falciformes i talassèmies Brent amb la consultora hematòloga Dra Milica Brozovic. El 1998, quan era professora d'infermeria, Anionwu va crear el Mary Seacole Center for Nursing Practice a la Universitat de West London. Ella és doctora, va ser nomenada al Dama Comandant de l'Orde de l'Imperi Britànic i membre del Royal College of Nursing (RCN). Es va retirar el 2007 i el 2016 va publicar les seves memòries, Mixed Blessings from a Cambridge Union.

## Joventut
Elizabeth Nneka Anionwu va néixer a Birmingham, Anglaterra, filla de mare irlandesa i pare nigerià. La seva mare, Mary Maureen Furlong, cursava el segon any estudiant clàssics al Newnham College de la Universitat de Cambridge. El seu pare, Lawrence Odiatu Victor Anionwu, estudiava dret a la Universitat de Cambridge.
La seva educació s'ha vist molt afectada pel fet de moure's entre institucions i família. Va passar poc més de dos anys vivint amb la seva mare, una relació que va acabar quan el seu padrastre, que no l'acceptava i bevia molt, va començar a maltractar-la físicament. Va ser col·locada en una llar d'infants catòlica on van ser ateses per monges, inclosos diversos anys al convent de Nazareth House a Birmingham.
Sovint castigada i humiliada durament per mullar el llit, recorda que la feien reposar amb un llençol mullat d'orina al cap com a càstig per mullar el llit. Al llibre, recorda, que més tard a la vida, quan treballava com a visitant de la salut, "em vaig assegurar de mantenir-me al dia amb tractaments més humans per a la molèstia al llit". Malgrat tot, va lamentar-se de deixar el convent per anar a viure amb la seva mare. Tots els períodes d'estabilitat relativa de la infància acabaven en un col·lapse sobtat. Després d'una infància inquieta, es va qualificar com a infermera, després visitant de la salut. Poc abans dels seus vint-i-cinc anys, de sobte va trobar el seu pare: advocat i exambaixador de Nigèria a Itàlia i al Vaticà, Lawrence Anionwu. Anava a visitar Nigèria amb freqüència i més tard va canviar el seu cognom per Anionwu.

## Família
Anionwu va assenyalar al seu pare, Lawrence Anionwu, (que era advocat i diplomàtic), com la primera persona que li va proporcionar consells professionals. Anionwu té una filla. La seva filla Azuka Oforka, és una actriu (a la sèrie de drama mèdic Casualty de la BBC One).

## Carrera
Anionwu va començar la seva carrera d'infermeria a una edat primerenca després d'haver-se inspirat en una monja que cuidava el seu èczema. A l'edat de 16 anys, va deixar l'escola amb set nivells O i va començar a treballar com a assistent d'infermera escolar a Wolverhampton. Més tard, va continuar la seva formació per convertir-se en infermera, visitant de salut i tutora. Va viatjar als Estats Units per estudiar assessorament en centres falciformes i de talassèmia, ja que al Regne Unit no hi havia cursos disponibles. El 1979 va treballar amb la doctora Milica Brozovic per crear el primer centre d'assessorament de cèl·lules falciformes i talassèmia del Regne Unit a Brent. L'obertura d'aquest centre d'assessorament va ser pionera en l'obertura de més de 30 centres al Regne Unit utilitzant el Brent Center com a model.
El 1990 va ser professora a l'Institut de Salut Infantil de la University College de Londres i, posteriorment, va ser ascendida a ser professora titular. Amb l'ajut del professor Marcus Pembrey, Anionwu va impartir un curs a la University College London dirigit a membres del personal del Servei Nacional de Salut (NHS) que treballaven amb comunitats afectades o amb risc de malaltia de les cèl·lules falciformes, fibrosi quística, malaltia de Tay-Sachs i talassèmia.
Anionwu va ser nomenada degana de l'Escola d'Estudis d'Infermeria per a Adults i professora d'Infermeria a la Universitat de West London. Aquí va crear el Mary Seacole Center for Nursing Practice a la Universitat de West London fins a la seva jubilació el 2007. El 2001, Anionwu, juntament amb el professor Atkin, van escriure el llibre The Politics of Sickle Cell and Thalassemia. El 2005 va escriure un llibre, A Short History of Mary Seacole. El 2003 es va convertir en patrona i, posteriorment, en vicepresidenta de l'apel·lació a l'estàtua del memorial Mary Seacole. Després de la inauguració de l'estàtua a l'Hospital St Thomas el juny de 2016, va ser nomenada patrona vitalícia del Mary Seacole Trust.

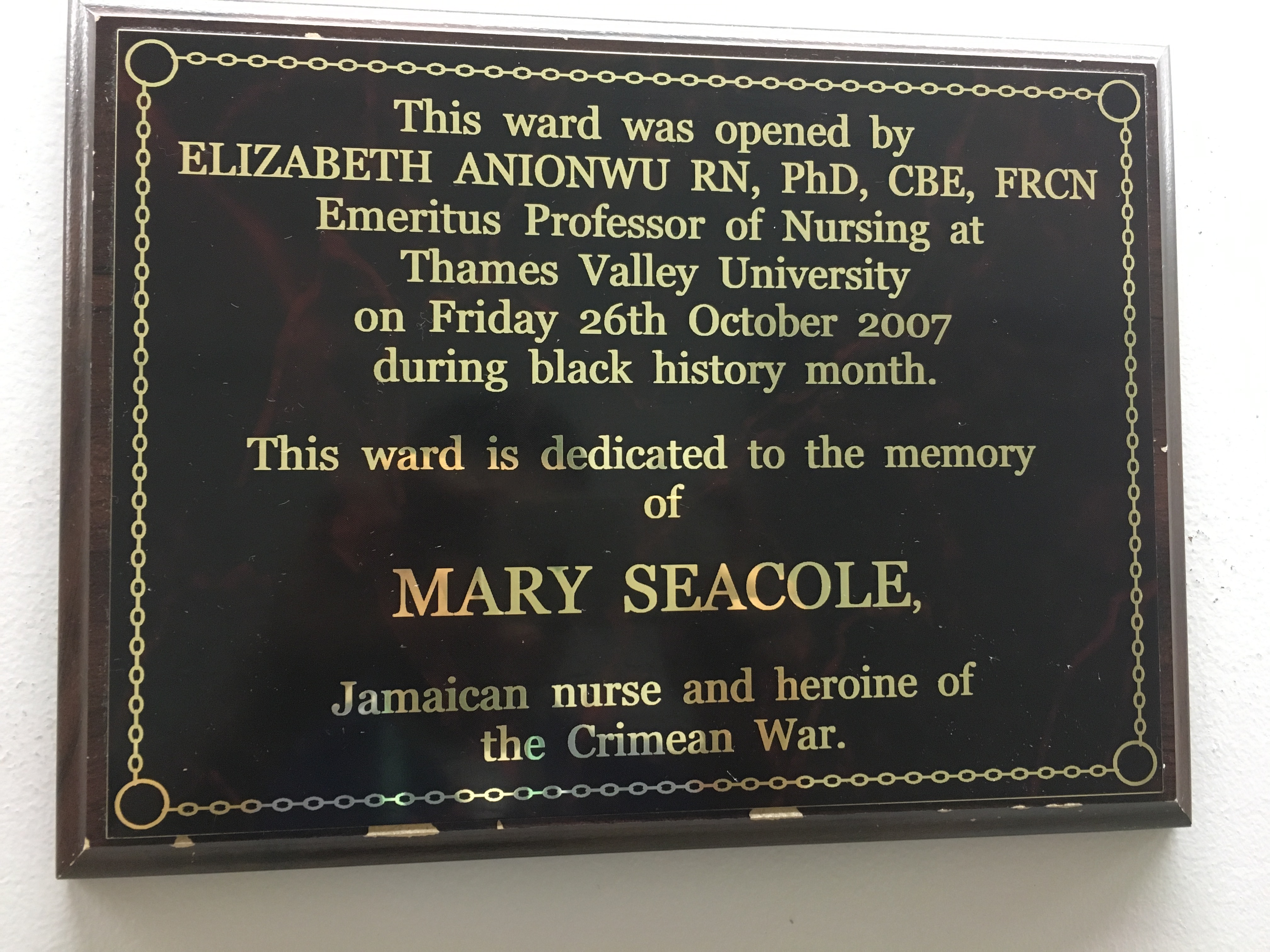
Placa de la sala que porta el nom de Mary Seacole a l'hospital Whittington, al nord de Londres.

Anionwu també és patrona d'altres organitzacions benèfiques:
- Sickle Cell Society
- Nigerian Nurses Charitable Association UK
- Vicepresidenta de l'Associació Unite / Community Practitioners and Health Visitors Association
- Assessora honoraria del grup assessor estratègic ètnic de negres i minories d'Anglaterra, cap d'infermeria

## Publicacions
Al llarg de la seva carrera, Anionwu ha publicat molts treballs. El 2016 va publicar unes memòries anomenades Mixed Blessing from a Cambridge Union.
Anionwu ha publicat treballs relacionats amb el seu camp de treball i estudi en moltes revistes. Ha escrit fulletons informatius per a familiars de pacients falciformes, infermeres que atenen pacients falciformes i informació per a la població general.
Escrits seleccionats:
- 1977: "Self Help in Sickle Cell Anaemia". World Medicine 12(25): 86–91.
- 1978: "Sickle Cell Menace in the Blood". Nursing Mirror; 147(3): 16–19.
- 1981: (with A. Beattie) "Learning to cope with Sickle Cell Disease – A Parent's Experience". Nursing Times; 77(28): 1214–19.
- 1982: "Sickle Cell Disease". Health Visitor; 55: 336–341.
- 1983: "Sickle Cell Disease: Screening & counseling in the antenatal and neonatal period". Midwife, Health Visitor & Community Nurse; 19: 402–406 (Part 1, October).
- 1984: (with M. Brozovic) "Sickle cell disease in Britain". Journal of Clinical Pathology; 37: 1321–1326.
- 1985: "Pain Perception in Sickle Cell Crisis". In: A. Baughan (ed.), Pain in Sickle Cell Disease. Sickle Cell Society, 1985.
- 1986: (with H. Jibril) Sickle Cell Disease – A guide for families. London: Collins.
- 1988: (with N. Patel, G. Kanji, H. Renges, M. Brozovic) "Counseling for Prenatal Diagnosis of Sickle Cell Disease and Beta Thalassemia Major. A four year experience". Journal of Medical Genetics; 25:769–72.
- 1989: (with O. O. Akinyanju) "Training of counsellors on sickle cell disorders in Africa". The Lancet; 1: 653–654.
- 1991: "Teaching Community Genetics". Nursing; 4(42): 37–38.
- 1992: "Sickle Cell Disorders in Schoolchildren". Health Visitor; 65(4): 120–122.
- 1993: "Genetics – A Philosophy of Perfection?" In: Beattie A., M. Gott, L. Jones & M. Sidell (eds), Reader in Health & Well Being. Macmillan/Open University Press, 1993: 76–83.
- 1994: "Women and sickle cell disorders". In: Wilson, M. (ed.), The Black Women's Health Book, London: Virago Press, 1994, pp. 6174.
- 1996: (with L. Laird, C. Dezateux) "Neonatal screening for sickle cell disorders: what about the carrier infants?" British Medical Journal, 313:407–411.
- 1997: "Haemoglobinopathies". Practice Nurse 25 April:13;374–379.
- 1998: (with J. Chapple) "Health Needs Assessment: Genetic Services". Chapter 12, in: S. Rawaf & V. Bahl (eds), Assessing Health Needs of People from Minority Ethnic Groups. London: Royal College of Physicians, 1998, pp. 169–190.
- 1999: "In the Shadow of the Lamp. The story of the Crimea's Unsung Nursing Heroine". Primary Nursing Care, novembre, pp. 21–22.
- 2000: (with D. Sookhoo, J. Adams) "In the Melting Pot". Nursing Times 96:29, pp. 40–41.
- 2001: "Screening and Genetic Counseling in Sickle Cell Disease". Archives of Ibadan Medicine, Vol. 2, No. 2, pp. 54–56.
- 2002: "Leg ulcers and sickle cell disorders". Nursing Times, Vol. 98, No. 25, pp. 56–57.
- 2003: "It's time for a statue of Mary Seacole". Nursing Times 99(32): 17 (12 August).
- 2004: "Nursing input is crucial to genetics policy". Nursing Times 100 (25): 18. (22 June).
- 2005: A short history of Mary Seacole: a resource for nurses and students. London: Royal College of Nursing.
- 2006: (with E. Oteng-Ntim, C. Cottee, S. Bewley) "Sickle Cell Disease in Pregnancy". Current Obstetrics and Gynaecology. 16: 353–360.
- 2007: "Making my mark". Nurse Researcher 14 (2): 84–86.
- 2008: "Sickle cell disease: quality of care needs to improve within the NHS". Diversity in Health and Social Care. 15 December, 5:237–9.
- 2009: "Sickle Cell Disease in on the increase and nurses need to be aware". Nursing & Midwifery Council News, Issue 28/May, p. 12.
- 2012: "Mary Seacole: nursing care in many lands". British Journal of Healthcare Assistants, May, Vol. 6, No. 5.
- 2013: "Scotching three myths about Mary Seacole". British Journal of Healthcare Assistants. October, Vol. 7, No. 10.
- 2014: (with A. Leary) "Modeling the Complex Activity of Sickle Cell and Thalassemia Specialist Nurses in England". Clinical Nurse Specialist, September/October, Vol. 28, Issue 5, pp. 277–282.
- 2014: (with C. Staring-Derks, J. Staring) "Mary Seacole: Global Nurse Extraordinaire". Journal of Advanced Nursing, Volume 71, Issue 3, pp. 475–712.[14]

## Premis
Anionwu va ser nomenada al Comandant de l'Orde de l'Imperi Britànic (CBE) en el 2001 Birthday Honors pels seus serveis a la infermeria. El 2004 va rebre la beca del Royal College of Nursing (FRCN) per desenvolupar el centre d'assessorament per a falç i cèl·lules. El 2007, després de la seva jubilació, va ser nomenada professora emèrita d'infermeria a la Universitat de West London.
El 2010 va ser ingressada al Saló de la Fama d'Infermeria de Nursing Times per la dedicació al desenvolupament de serveis dirigits per infermeres. També va rebre el premi Lifetime Achievement Award de Divas of Color. Anionwu va ser nomenada al Dame Comandant de l'Orde de l'Imperi Britànic (DBE) a l'Any Nou d'Honor de 2017 pels serveis a la infermeria i Mary Seacole Statue Appeal. Anionwu va rebre una beca del Queen's Nursing Institute l'octubre del 2017.
El 2019, en reconeixement de la important contribució d'Anionwu a la infermeria, la investigació i la campanya, la Universitat de St Andrews li va atorgar el títol de doctor en ciències, honoris causa. També el 2019 va rebre un doctorat honoris causa per la Birmingham City University, en reconeixement de la seva important contribució a la professió d'infermeria.
Als Premis Pride of Britain de l'octubre de 2019, Anionwu va rebre el Lifetime Achievement Award, "en reconeixement de la seva passió per la infermeria i dedicació a reduir les desigualtats en salut", la presentació la va fer Janet Jackson.
El 31 de maig de 2020, Anionwu va ser objecte d'un episodi de Desert Island Discs a BBC Radio 4. Va figurar a la llista de les 100 dones de la BBC anunciades més tard aquell mateix any el 23 de novembre.